# إلهام مخالد
إلهام مخالد (7 فبراير 1991) هي ملاكمة محترفة فرنسية. حصلت على لقب وزن الريشة الفائق للسيدات في أوروبا منذ عام 2018، كما حصلت أيضًا على لقب وزن الريشة الفائق للسيدات المؤقت من المجلس العالمي للملاكمة في عام 2019.

## المسيرة المهنية
خاضت أول مباراة احترافية لها في 12 نوفمبر 2016، عندما حققت فوزًا بقرار النقاط (PTS) في أربع جولات ضد جاسينث بيرينجير في قصر الرياضة رينيه بوغنول في مونبلييه، فرنسا.
بدأت عام 2017 بانتصارين في بطولة PTS - فالنتينا كيري في يناير وبيليتيس غوشيه في فبراير - قبل هزيمة ويندي فينسينت عن طريق الضربة القاضية الفنية في الجولة الرابعة (TKO) للحصول على لقب وزن الريشة الفائق للسيدات الفرنسي الشاغر في 17 مارس في سانت إتيان، فرنسا.
بعد ستة انتصارات أخرى، بما في ذلك دفاعين عن لقبها الفرنسي، هزمت مخالد مارينا ساخاروف بالضربة القاضية الفنية في الجولة التاسعة، لتفوز بلقب وزن الريشة الفائق للسيدات الأوروبي الشاغر في 22 ديسمبر 2018 في قصر الرياضة جان كابيفيتش في مسقط رأسها في فولكس أون فيلين.
في قتالها التالي، واجهت دانيلا راموس على لقب المجلس العالمي المؤقت للوزن الفائق للسيدات في 16 مارس 2019 في فندق W في برشلونة، إسبانيا. حصلت مخالد على لقبها العالمي الأول، ولو أنه كان نسخة مؤقتة، بقرار إجماعي من عشر جولات. سجل حكمان النتيجة 97-93 وسجل الحكم الثالث النتيجة 96-94.
في 8 سبتمبر 2020، أُعلن أنها قد وقعت عقدًا إداريًا مع شركة MTK Global.

## سجل الملاكمة الاحترافي
| 20 نزال      | 17 فوز | 3 خسارة |
| ------------ | ------ | ------- |
| ضربة القاضية | 3      | 0       |
| قرار القضاة  | 13     | 3       |
| إقصاء        | 1      | 0       |

| ر. | النتيجة | الجولة | الخصم            | النوع | الجولة، الوقت | التاريخ        | الموقع                                              | ملاحظات                                                                         |
| -- | ------- | ------ | ---------------- | ----- | ------------- | -------------- | --------------------------------------------------- | ------------------------------------------------------------------------------- |
| 20 | خسارة   | 17-3   | شانتال كاميرون   | MD    | 10            | 20 يوليو 2024  | منتجعات وورلد أرينا، برمنغهام، إنجلترا              | للقب الشاغر WBC المؤقت للوزن الخفيف المتوسط للسيدات                             |
| 19 | فوز     | 17-2   | إيفا كانتوس      | UD    | 8             | 31 مايو 2024   | بالاي دي سبورت دي جيرلاند، ليون، فرنسا              |                                                                                 |
| 18 | فوز     | 16-2   | يوليا كوتسينكو   | UD    | 8             | 28 مايو 2023   | بالاي دي سبورت روبرت أوبورن، باريس، فرنسا           |                                                                                 |
| 17 | خسارة   | 15-2   | أليسيا بومغارتنر | UD    | 10            | 4 فبراير 2023  | هولو ثيتر، نيويورك، نيويورك، الولايات المتحدة       |                                                                                 |
| 16 | خسارة   | 15-1   | دلفين بيرسون     | UD    | 10            | 21 مايو 2022   | اتحاد أرينا، أبو ظبي                                | للقب الشاغر WBC الفضّي للوزن فوق الخفيف للسيدات                                  |
| 15 | فوز     | 15-0   | باسان مالاجيتش   | KO    | 1 (10)        | 18 سبتمبر 2021 | صال دي كوسيك، ليون، فرنسا                           |                                                                                 |
| 14 | فوز     | 14–0   | كارينا كوبينسكا  | UD    | 6             | 28 ديسمبر 2019 | بالاي دي سبورت، مارسيليا، فرنسا                     |                                                                                 |
| 13 | فوز     | 13–0   | غابرييلا ميزاي   | DQ    | 6             | 15 نوفمبر 2019 | أكورهوتيل أرينا، باريس، فرنسا                       |                                                                                 |
| 12 | فوز     | 12–0   | دانييللا راموس   | UD    | 10            | 16 مارس 2019   | دبليو هوتيل، برشلونة، إسبانيا                       | فاز باللقب الشاغر المجلس العالمي للملاكمة البطل المؤقت للوزن فوق الخفيف للسيدات |
| 11 | فوز     | 11–0   | مارينا ساخاروف   | TKO   | 9 (10)        | 22 ديسمبر 2018 | بالاي دي سبورت جان كابيفيك، فوليكس-أون-فيلين، فرنسا | فاز باللقب الشاغر بطولة أوروبا للوزن فوق الخفيف للسيدات                         |
| 10 | فوز     | 10–0   | إليس بوسيير      | PTS   | 6             | 9 يوليو 2018   | صال جان جاك روسو، فوليكس-أون-فيلين، فرنسا           |                                                                                 |
| 9  | فوز     | 9–0    | كارينا كوبينسكا  | PTS   | 6             | 28 أبريل 2018  | آرت روتانا هوتيل، المنامة، البحرين                  |                                                                                 |
| 8  | فوز     | 8–0    | نينا بافلوفيتش   | PTS   | 6             | 31 مارس 2018   | صال جان جاك روسو، فولكس أون فيلين، فرنسا            |                                                                                 |
| 7  | فوز     | 7–0    | ماريون مونتاناري | UD    | 8             | 10 فبراير 2018 | بالاي دي سبورت دي بوابلانك، ليموج، فرنسا            | احتفظت بلقب الوزن فوق الخفيف للسيدات في فرنسا                                   |
| 6  | فوز     | 6–0    | سيندي ديهو       | UD    | 8             | 12 أكتوبر 2017 | سود دي فرانس أرينا، مونبلييه، فرنسا                 | احتفظت بلقب الوزن فوق الخفيف للسيدات في فرنسا                                   |
| 5  | فوز     | 5–0    | بولين ليكونت     | PTS   | 6             | 8 أبريل 2017   | جيمنازي ماسوت، لو بوي أون فيلاي، فرنسا              |                                                                                 |
| 4  | فوز     | 4–0    | ويندي فينسنت     | TKO   | 4 (8)         | 17 مارس 2017   | صال لا كوتون، سانت إتيان، فرنسا                     | فازت بلقب الوزن فوق الخفيف للسيدات في فرنسا                                     |
| 3  | فوز     | 3–0    | بيلتيس غوشيه     | PTS   | 6             | 17 فبراير 2017 | غابرييل روشون، ليترا، فرنسا                         |                                                                                 |
| 2  | فوز     | 2–0    | فالنتينا كيري    | PTS   | 4             | 14 يناير 2017  | كو سيك شامب فليوري، بورغوان-جاليو، فرنسا            |                                                                                 |
| 1  | فوز     | 1–0    | جاسينث بيرينجيير | PTS   | 4             | 12 نوفمبر 2016 | بالاي دي سبورت رينيه بوجنول، مونبلييه، فرنسا        |                                                                                 |